# Дидорф (Баварска)
Дидорф (њем. Diedorf) град је у њемачкој савезној држави Баварска. Једно је од 46 општинских средишта округа Аугсбург. Према процјени из 2010. у граду је живјело 9.896 становника. Посједује регионалну шифру (AGS) 9772130.

## Географски и демографски подаци
Дидорф се налази у савезној држави Баварска у округу Аугсбург. Град се налази на надморској висини од 485 метара. Површина општине износи 33,2 km². У самом граду је, према процјени из 2010. године, живјело 9.896 становника. Просјечна густина становништва износи 298 становника/km².

## Међународна сарадња
| Мјесто  | Држава      | Врста сарадње | Од    |
| ------- | ----------- | ------------- | ----- |
| Лацфонс | Италија     | контакт       | 2000. |
| Вечеш   | Мађарска    | контакт       | 2000. |
|         | Француска   | партнерство   | 1991. |
|         | Швајцарска  | контакт       | 2000. |
|         | Португалија | контакт       | 2000. |
| Верона  | Италија     | контакт       | 2000. |
| Извор   |             |               |       |